# 立石芳枝
立石 芳枝（たていし よしえ　1910年（明治43年）10月3日 – 1983年（昭和58年）12月21日）は、日本の法学者。専門は、親族法・相続法。女性として日本で最初に法学博士の学位を取得した。学位論文は、「イギリスの無遺言者遺産の管理」。

## 略歴
1910年  東京都にて出生。父は京都地方裁判所所長。
1932年  明治大学専門部女子部法科を卒業し、明治大学法学部（旧制）に進学、1935年に卒業。
1935年   女性ではじめて 東京帝国大学大学院（法学）に進学する。
1944年  明大女子部教授となり、民法を担当。後に明治大学短期大学長に就任。
1962年  「イギリスの無遺言者遺産の管理」で 女性初の法学博士 となる。
1983年  死去。73歳。
民法、特に 親族法・相続法 に造詣が深く、東大名誉教授 我妻栄 との共著がある。